# Afsnit af Den 11. time
Dette er en liste over afsnit i Den 11. time. Den 11. time var et dansk talkshow, der blev sendt på DR 2 i 126 afsnit mellem 2007 og 2008.

## Sæson 1
| Nr. i serie | Nr. i sæson | Titel       | Vært(er)         | Gæst(er) | Musikalsk indslag                  | Først sendt      |
| --- | ----------- | ----------- | ---------------- | --- | ---------------------------------- | ---------------- |
| 1 | 1           | "Afsnit 1"  | Mikael Bertelsen | Designer Stine Goya | N/A                                | 5. februar 2007  |
| 2 | 2           | "Afsnit 2"  | Mikael Bertelsen | Akupunktør Manja Jurkowsky | N/A                                | 6. februar 2007  |
| 3 | 3           | "Afsnit 3"  | Mikael Bertelsen | Jørn Hjorting | N/A                                | 7. februar 2007  |
| Jørn Hjorting og pianist Niels Bernhart laver De ringer, vi spiller                                                                                                  |             |             |                  | |                                    |                  |
| 4 | 4           | "Afsnit 4"  | Mikael Bertelsen | Frank Hvam | N/A                                | 12. februar 2007 |
| 5 | 5           | "Afsnit 5"  | TBA              | - Lyriker Mette Moestrup - Gregers Dirckinck-Holmfeld                                                                                | N/A                                | 13. februar 2007 |
| 6 | 6           | "Afsnit 6"  | Mikael Bertelsen | Kunstner Olafur Eliasson | Samira Dayyani                     | 14. februar 2007 |
| Uofficiel åbning af DRs koncertsal ved cellist Samira Dayyani og et håndværkermandskor.                                                                              |             |             |                  | |                                    |                  |
| 7 | 7           | "Afsnit 7"  | Mikael Bertelsen | Kunstner Olafur Eliasson | N/A                                | 19. februar 2007 |
| Interviewet med Olafur Eliasson fra sidste afsnit bliver taget om.                                                                                                   |             |             |                  | |                                    |                  |
| 8 | 8           | "Afsnit 8"  | Mikael Bertelsen | - Chefinspektør hos DSB Per Buur - Skuespiller Melinda Kinnaman                                                                      | N/A                                | 20. februar 2007 |
| 9 | 9           | "Afsnit 9"  | Mikael Bertelsen | - Arkæolog Michael Cremo - Musiker Mikael Simpson                                                                                    | Mikael Simpson                     | 21. februar 2007 |
| 10 | 10          | "Afsnit 10" | Mads Brügger     | Britt Bartenbach og Ole Hans Jensen                                                                                                  | N/A                                | 26. februar 2007 |
| Dobbeltmordet på Peter Bangsvej i 1948 |             |             |                  | |                                    |                  |
| 11 | 11          | "Afsnit 11" | Mads Brügger     | Situationisten Peter Wendelboe | N/A                                | 27. februar 2007 |
| Dobbeltmordet på Peter Bangsvej i 1948 |             |             |                  | |                                    |                  |
| 12 | 12          | "Afsnit 12" | Mads Brügger     | Pornostjernen Jesse Jane | N/A                                | 28. februar 2007 |
| 3x Mads Brügger |             |             |                  | |                                    |                  |
| 13 | 13          | "Afsnit 13" | Mikael Bertelsen | - Komponisten Goodiepal - Kineser Zhen Yu                                                                                            | Goodiepal                          | 5. marts 2007    |
| 14 | 14          | "Afsnit 14" | Mikael Bertelsen | Våbenfabrikant/hækler Hanne Gaard Grønlund                                                                                           | N/A                                | 6. marts 2007    |
| Bertelsen til banko på Østerbro |             |             |                  | |                                    |                  |
| 15 | 15          | "Afsnit 15" | Mikael Bertelsen | Filminstruktør David Lynch | N/A                                | 7. marts 2007    |
| 16 | 16          | "Afsnit 16" | Mikael Bertelsen | Forfatter Katrine Marie Guldager | N/A                                | 12. marts 2007   |
| Den Vietnamesiske breakdancegruppe Big Toe Crew |             |             |                  | |                                    |                  |
| 17 | 17          | "Afsnit 17" | Mikael Bertelsen | - Kunstner Claus Beck-Nielsen - Søvnforsker Gordon Wildschiødtz                                                                      | N/A                                | 13. marts 2007   |
| 18 | 18          | "Afsnit 18" | Mikael Bertelsen | - Klaus Riskær Pedersen - Den 11. times militærnægter                                                                                | N/A                                | 19. marts 2007   |
| 19 | 19          | "Afsnit 19" | Mikael Bertelsen | - Kunstner Julie Nord og Ditte Soria - Skuespiller Sonja Richter                                                                     | N/A                                | 20. marts 2007   |
| 20 | 20          | "Afsnit 20" | Mikael Bertelsen | - Kunstneren FOS - Morten Søkilde, den 11. times butler                                                                              | N/A                                | 21. marts 2007   |
| 21 | 21          | "Afsnit 21" | Mikael Bertelsen | - Sanger Jens Unmack - Dyreadfærdsspecialist Anette Røpke - Kurt Thyboe                                                              | N/A                                | 26. marts 2007   |
| 22 | 22          | "Afsnit 22" | Mikael Bertelsen | Pianist Leif Ove Andsnes | Leif Ove Andsnes                   | 27. marts 2007   |
| 23 | 23          | "Afsnit 23" | Mads Brügger     | Oversætter Jannick Storm | N/A                                | 28. marts 2007   |
| Om science-fiction-forfatteren Philip K. Dick |             |             |                  | |                                    |                  |
| 24 | 24          | "Afsnit 24" | Mikael Bertelsen | Professor i klassisk filologi Otto Steen Due                                                                                         | N/A                                | 10. april 2007   |
| 25 | 25          | "Afsnit 25" | Mikael Bertelsen | - Jørn Hjorting - Ane Trolle - Simon Kvamm                                                                                           | - Ane Trolle - Simon Kvamm         | 11. april 2007   |
| 26 | 26          | "Afsnit 26" | Mikael Bertelsen | - Biolog Niels Skals - Skuespiller Alexandre Villaume - Skuespiller Ken Vedsegaard                                                   | N/A                                | 16. april 2007   |
| 27 | 27          | "Afsnit 27" | Mikael Bertelsen | Jens Blendstrup | Jens Blendstrup og Frodegruppen 40 | 17. april 2007   |
| 28 | 28          | "Afsnit 28" | Mikael Bertelsen | Kunstneren Per Arnoldi | Orkestret Bazookahosen             | 18. april 2007   |
| 29 | 29          | "Afsnit 29" | Mikael Bertelsen | DJ Kid Kishore | Kid Kishore                        | 23. april 2007   |
| 30 | 30          | "Afsnit 30" | Mads Brügger     | - Skipper Mogens Frohn Nielsen - Boksepromoter Mogens Palle                                                                          | N/A                                | 24. april 2007   |
| Mads og Monopolet |             |             |                  | |                                    |                  |
| 31 | 31          | "Afsnit 31" | Mikael Bertelsen | - Forfatter Erling Jepsen og filminstruktør Henrik Ruben Genz - Musiker Peder Thomas Pedersen                                        | Peder                              | 30. april 2007   |
| 32 | 32          | "Afsnit 32" | Mikael Bertelsen | - Forhenværende statsminister Anker Jørgensen - Den 11. times butler Morten Søkilde - Kusse-Kurt                                     | N/A                                | 1. maj 2007      |
| 33 | 33          | "Afsnit 33" | Mads Brügger     | Blomsterkunstner Tage Andersen og frisør Tage Frandsen                                                                               | N/A                                | 2. maj 2007      |
| Mads og Monopolet |             |             |                  | |                                    |                  |
| 34 | 34          | "Afsnit 34" | Mads Brügger     | Roman Smigielski og Janina Katz | N/A                                | 7. maj 2007      |
| Mads mod Polen |             |             |                  | |                                    |                  |
| 35 | 35          | "Afsnit 35" | Mikael Bertelsen | DNA-forsker Rasmus Nielsen | N/A                                | 8. maj 2007      |
| 36 | 36          | "Afsnit 36" | Mikael Bertelsen | - Digter Duna Ghali - Jørgen Leth og Asger Leth                                                                                      | N/A                                | 9. maj 2007      |
| 37 | 37          | "Afsnit 37" | Mads Brüger      | - Journalist Poul Pilgaard Johnsen - Latterkongen Freddie Sunde                                                                      | N/A                                | 14. maj 2007     |
| Journalist og forfatter Poul Pilgaard Johnsen om Holger Winther, tandlæge og maskemager. Latterkongen Freddie Sunde samt ekskluderede medlemmer af Dansk Folkeparti. |             |             |                  | |                                    |                  |
| 38 | 38          | "Afsnit 38" | Mikael Bertelsen | - Else Marie Pade og Mike Sheridan - Kunsthistoriker Maja Rudloff                                                                    | N/A                                | 15. maj 2007     |
| 39 | 39          | "Afsnit 39" | Mikael Bertelsen | - Peter Adolphsen - Skuespiller Melinda Kinnaman                                                                                     | N/A                                | 16. maj 2007     |
| 40 | 40          | "Afsnit 40" | Mikael Bertelsen | Kurt Thyboe | N/A                                | 21. maj 2007     |
| 41 | 41          | "Afsnit 41" | TBA              | - Claes Kastholm - Egon Balsby - Erwin Neutzsky-Wulff - Kurt Thyboe                                                                  | N/A                                | 22. maj 2007     |
| 42 | 42          | "Afsnit 42" | TBA              | Dyreadfærdsspecialist Anette Røpke                                                                                                   | N/A                                | 23. maj 2007     |
| 43 | 43          | "Afsnit 43" | TBA              | - Bryan Ferry - Den 11. times butler Morten Søkilde                                                                                  | N/A                                | 29. maj 2007     |
| 44 | 44          | "Afsnit 44" | TBA              | - Kurt Strand - Kunstner Bjørn Nørgaard - Udenrigsordfører Jens Hald Madsen (V) - generalsekretær for Dansk Røde Kors Jørgen Poulsen | N/A                                | 30. maj 2007     |
| Deadlines vært Kurt Strand samt gæsterne Bjørn Nørgaard, udenrigsordfører Jens Hald Madsen (V) og generalsekretær for Dansk Røde Kors Jørgen Poulsen                 |             |             |                  | |                                    |                  |
| 45 | 45          | "Afsnit 45" | TBA              | - Regner Grasten - Kurt Strand | N/A                                | 4. juni 2007     |
| 46 | 46          | "Afsnit 46" | TBA              | - Søren Gericke med kokkeassistenter fra TV-Glad - Bandet JaConfetti                                                                 | JaConfetti                         | 5. juni 2007     |
| 47 | 47          | "Afsnit 47" | Eric Riegel      | N/A | N/A                                | 6. juni 2007     |
| Eric Riegels klagebrev til redaktionen. Besøg på Riegels fabrik, Biofluen, i Jylland.                                                                                |             |             |                  | |                                    |                  |

## Sæson 2
1. 27.08.07: Elektromusikeren Bjørn Svin og blæseorkestret Caron.
2. 28.08.07: Digteren Christel Wiinblad.
3. 29.08.07: Arkitekten Bjarke Ingels og hans modstander Steen Alberts.
4. 03.09.07: Bjarke Ingels og kunstneren Morten Søkilde.
5. 04.09.07: Kunstneren Jes Brinch.
6. 05.09.07: Filminstruktøren Nicolas Winding Refn.
7. 10.09.07: Nicolas Winding Refn.
8. 11.09.07: Asger Ahm, der har lavet en musical om Blekingegadebanden.
9. 17.09.07: Billedkunstneren Kasper Bonnén og Drengene fra Angora.
10. 18.09.07: Religionshistorikeren Mikael Rothstein om religion i Andeby.
11. 19.09.07: Nicolas Winding Refn.
12. 24.09.07: Jesper Christensen viste en imponerende samling autografer.
13. 25.09.07: Sangeren Flavaboy og kunstneren Papfar, der har lavet en Ferguson-traktor i pap.
14. 26.09.07: Nicolas Winding Refn.
15. 01.10.07: Henrik Dahl og Henrik Dahl om det at være Henrik Dahl.
16. 02.10.07: Arkitekten Eva Harlou og musikeren Thomas Troelsen.
17. 03.10.07: Sangerne Flavaboy og Natalio.
18. 08.10.07: Billedkunstneren Kenn André Stilling.
19. 09.10.07: Arkitekterne Lisa Kassow og Astrid Graabæk og professor Peter Norsk.
20. 10.10.07: Nicolas Winding Refn.
21. 15.10.07: Klaus Rifbjerg.
22. 16.10.07: Aron Fleming Falk, der underviser frøer, samt dyredigteren Eske K. Mathiesen.
23. 17.10.07: Samfundskritikeren Emil Bier.
24. 22.10.07: Jørgen Poulsen.
25. 23.10.07: Fotografen Klaus Thymann og tidligere redaktør Baltazar Castor.
26. 24.10.07: Mikhail Gorbatjov.
27. 29.10.07: Forhenværende PET-chef Troels Ørting.
28. 30.10.07: Tegneren David Shrigley.
29. 31.10.07: Mads Brügger spiller Burgammon med Ole Thestrup, Joan Ørting og Mia Lyhne.
30. 05.11.07: Forskeren Hiroshi Ishiguro, der har opfundet verdens første androide, og bandet Efterklang.
31. 06.11.07: "Onaniens bedstemor", Betty Dodson.
32. 07.11.07: Nicolas Winding Refn.
33. 12.11.07: Afrikafareren Wolle Kirk.
34. 13.11.07: Journalist Michael Jeppesen og bandet CocoRosie.
35. 19.11.07: Boksekommentator Kurt Thyboe.
36. 20.11.07: Nicolas Winding Refn.
37. 21.11.07: The Voice TV-værterne Mascha og Mai-Britt.
38. 26.11.07: Per Nørgård, der sang og spillede kompositioner han lavede som dreng.
39. 27.11.07: Michael Jeppesen.
40. 28.11.07: Morten Søkilde vikarierer for Bertelsen og Brügger.
41. 03.12.07: Skateren Jakob 'Letten'.
42. 04.12.07: Nissestue.
43. 05.12.07: Jørn Hjorting og Niels Bernhart laver en jule-udgave af De ringer, vi spiller.
44. 10.12.07: Supermodellen Lykke Maj og Goodiepal.
45. 11.12.07: Nicolas Winding Refn.
46. 12.12.07: Mikael Bertelsen og Mads Brügger tager på jagt med Klaus Rifbjerg.

## Sæson 3
1. 26.02.08: Mikael Bertelsen og Mads Brügger om ytringsfrihed og Tom Cruise. (94)
2. 27.02.08: Standup-komikeren Casper Eriksen.
3. 03.03.08: Den engelske teolog og filosof Phillip Blond.
4. 04.03.08: Violinisten Hilary Hahn.
5. 05.03.08: Den ene halvdel af kunstnerduoen Randi og Katrine.
6. 10.03.08: Musikeren Snöleoparden og dej-kunstneren Søren Dahlgaard.
7. 11.03.08: Filminstruktør Ole Christian Madsen, filmklipper Søren Ebbe og digteren Naja Marie Aidt.
8. 12.03.08: Musikeren Jonas Struck.
9. 18.03.08: Islamkritikeren Geert Wilders.
10. 25.03.08: Sangeren Teitur.
11. 26.03.08: Krimiforfatteren Georg Ursin.
12. 31.03.08: Undergrundsgruppen Rechenzentrum, pianisten Per Salo og komponisten Pelle Gudmundsen-Holmgreen.
13. 01.04.08: Filmkritikeren Christian Monggaard og søvnforskeren Gordon Wildschiødtz.
14. 02.04.08: Forfatteren Tomas Espedal.
15. 07.04.08: Filminstruktør Søren Fauli.
16. 08.04.08: Dramatikeren Lars Norén.
17. 14.04.08: Forhenværende legetøjsfabrikant Jon Kessler.
18. 15.04.08: Forfatteren og sprogofficeren Anne-Cathrine Riebnitzsky.
19. 16.04.08: Politikeren Peter Christensen og Jan Thygesen Poulsen.
20. 21.04.08: Mikael Bertelsens kamp mod TV2 Zulus neonreklame på Langebro.
21. 22.04.08: Forfatteren Mads Holger.
22. 23.04.08: Punkbandet Kalemaris.
23. 28.04.08: Lyriker Jørgen Sonne.
24. 29.04.08: Skuespilleren Gry Bay om den amerikanske filmproducent Tod Scott Brody.
25. 30.04.08: Filmproducer Lene Nielsen om Tod Scott Brody.
26. 05.05.08: Kommunikationsforskeren Andrew Keen.
27. 06.05.08: Forfatteren Jokum Rohde.
28. 07.05.08: Filminstruktøren Andrew Barclay om Tod Scott Brody.
29. 13.05.08: Den 11. time udliciteres til Colombia.
30. 14.05.08: Den 11. time udliciteres til Nepal.
31. 19.05.08: Kriminaltekniker Jytte Storgaard.
32. 20.05.08: Kunstnertrioen Ingen Frygt og forfatteren Helle Helle.
33. 21.05.08: Der går ild i studiet, og Mikael Bertelsen og Mads Brügger låner brandbilen.